# 福島信用金庫
福島信用金庫（ふくしましんようきんこ、英語：Fukushima Shinkin Bank）は、福島県福島市に本店を置く信用金庫である。キャッチフレーズは、「暮しのとなりに、いつもふくしん」を制定した。
福島県内すべての信用金庫では、セブン銀行（片乗り入れ）・イオン銀行と提携しているが、当金庫では新銀行東京にも提携（相互出金提携）している。
2018年度決算では預金残高3,884億9,600万円、自己資本比率は11.42％、不良債権比率は3.71％。
伊達市、桑折町、国見町の指定金融機関を受託している。

## 沿革
- 1918年（大正7年）4月 - 産業組合法に基づく、有限責任福島市信用組合を設立する（後に信用金庫に改組）。
- 1959年（昭和34年）7月 - 太陽信用金庫と合併し、福陽信用金庫となる。
- 1970年（昭和45年）7月 - 飯坂信用金庫と合併する。
- 1976年（昭和51年）5月1日 - 福陽信用金庫と伊達中央信用金庫が合併し、福島信用金庫を設立する。

## totoの払い戻し店
スポーツ振興くじ(toto)当選券の払い戻し店は以下の店舗でのみ取り扱う。
- 本店
- 西支店
- 平野支店
- 南支店
- 桑折支店
- 保原支店

## 関連会社
- ふくしんビジネスサービス株式会社